# ТЕС Осборн
ТЕС Осборн — теплова електростанція на півдні Австралії.

## Осборн А
З 1901-го місто Аделаїда забезпечувала електроенергією ТЕС Гренфелл-Стріт (Grenfell Street), потужність якої станом на 1917 рік досягнула 12 МВт. Вона розташовувалася посеред міської забудівлі, що на тлі використання вугілля створювало певні проблеми, зокрема екологічного плану. Як наслідок, власник Гренфелл-Стріт компанія Adelaide Electric Supply Company узялась за проєкт спорудження ТЕС Осборн, для якої підібрали майданчик на березі естуарію, що лежить на північ від Аделаїди. Оскільки ділянка була болотяною, довелось за допомогою парових копрів забити тут 3 тисячі дерев'яних паль, які заглиблювали на 10,7 метра.
Запуск ТЕС Осборн А почався в 1923 році, що дало можливість в 1925-му вивести ТЕС Гренфелл-Стріт з експлуатації. Відомо, що спершу для станції замовили два турбогенератори від компанії Metropolitan Vickers. Втім, розвиток Осборн А на цьому не завершився — на фотографії від 1927 рокі вона має 8 димарів, що згруповані у дві лінії, тоді як світлина 1950-х років показує 16 димарів, що згруповані у чотири лінії, та один додатковий димар (можливо відзначити, що в 1950 році на Осборн А запустили два додаткові парові котли). Також відомо, що за первісним проєктом максимальна потужність станції могла досягнути 60 МВт.
Як паливо Осборн А споживала кам'яне вугілля, яке доправляли зі штату Новий Південний Уельс.
Видача продукції відбувалась по ЛЕП, розрахованим на роботу під напругою 33 кВ.

## Осборн В
Ще в 1941 році почалось будівництво черги Осборн В, для якої первісно замовили три парові котли та дві парові турбіни потужністю по 30 МВт. Введення черги в експлуатацію тривало з 1947 по 1965 роки, так що в підсумку її потужність досягнула 240 МВт (на світлині можливо побачити 12 димарів).
Ще на етапі будівництва Осборн А влада штату Південна Австралія висловлювала невдоволення вибором на користь кам'яного вугілля. У 1946-му електрогенерація штату була націоналізована та передана державній компанії Electricity Trust of South Australia, так що тепер нічого не заважало обрати для Осборн В варіант зі спалюванням лігніту, який добували в Південній Австралії в районі Leigh Creek.
У 1989—1990 роках Осборн В вивели з експлуатації, а в 1998-му її споруди демонтували.

## Парогазова станція
У 1998 році на майданчику станції запустили парогазовий блок комбінованого циклу потужністю 180 МВт, в якому одна газова турбіна потужністю 120 МВт живить через котел-утилізатор одну парову турбіну з показником 60 МВт.
Блок спроєктували для роботи на природному газі, що надходив до Аделаїди по трубопроводу Мумба – Аделаїда (до якого в 2000-х роках приєднався Айона – Аделаїда).
Для охолодження використовується морська вода.
До 2014-го ТЕС постачала пару для технологічних потреб розташованому побіч заводу кальцинованої соди компанії Penrice Soda Products.